# Upp till bevis
Ej att förväxla med barnprogrammet Upp till bevis! på Barnkanalen.
Upp till bevis var ett svenskt underhållningsprogram i SVT 1998–2003 och 2016-2017. Sven Melander var programledare 1998–2000 och 2002–2003, medan Ellinor Persson och Pontus Ströbaek var programledare en säsong 2001 och Ola Selmén (2016-2017)

## Programidé
Två tävlande par (tre under första säsongerna) sätter en panel med sex personer på prov för att kunna para ihop rätt person med rätt yrke. Även studiopubliken får tycka till efter moment med hjälp av mentometrar.

### Säsong 1-5
Tävlingsmomenten kunde vara kunskapsfrågor, lögndetektortest, utmaningar och slutligen snabbfrågor, där den gemensamma nämnaren var att varken programledaren, de tävlande paren, panelen eller publiken visste exakt vilken person som var verksam inom ett visst yrke. I ett program varje säsong utgjordes panelen av kända personer som varit utbildade inom annat än skådespeleri och journalistik etc.
Det av tävlingsparen som plockat ihop flest poäng utifrån tävlingsmomenten kom sedan till en final där man utifrån vad man sett under programmet skulle kategorisera panelen rätt. Priset för alla rätt var en semesterresa till ett av programledaren utvalt resmål. Om finalparet var osäker på att pricka full pott, kunde man köpa sig fri och ta ett lite billigare resmål, ex en weekendhelg i Köpenhamn eller London, och därmed ge över chansen att gissa till det andra finalparet. I de flesta fall ignorerades dock erbjudandet.

### Säsong 6
I sjätte säsongen består de tävlande lagen av kända personer.
Yrkespersonerna kan utsättas för en utmaning, där någon ska bevisa att den kan utföra en praktisk arbetsuppgift i ett yrke eller besvara kunskapsfrågor ställda av programledaren och de tävlande. Efter varje praktisk yrkesutmaning får publiken gissa om personen är verksam inom yrket i verkligheten och mentometerresultatet kan användas som vägledning för de tävlande. Vid några tillfällen i programmet får de tävlande lämna en fullständig gissning på en pekskärm utifrån samlade intryck så långt, något som TV-tittarna får ta del av. Däremot avslöjas inte hur bra eller dåliga gissningarna är förrän efter den slutgiltiga gissningen. Vid ett tillfälle under tävlingens gång talar däremot programledaren om vilket lag som har flest rätt för tillfället. Det tävlingspar som efter alla moment lyckats para ihop flest personer med rätt yrke vinner.